# Étoile d'or
De Étoile d'or is een voormalige wielerwedstrijd die tussen 2007 en 2021 werd verreden in de Franse departementen Vienne en Indre. 
De wedstrijd behoorde tot 2018 tot de nationale elite. Vanaf 2019 maakte ze deel uit van de UCI Nations' Cup U23. In 2020 werd de wedstrijd niet georganiseerd vanwege de coronapandemie. In 2021 vond de wedstrijd nog eenmaal plaats, in dit geval als meerdaagse wedstrijd van drie etappes.

## Lijst van winnaars

### Overwinningen per land
| Overwinningen | Land                               |
| ------------- | ---------------------------------- |
| 9             | Frankrijk                          |
| 1             | Denemarken, Estland, Italië, Polen |